# ウインタ郡 (ワイオミング州)

ウインタ郡の人口ピラミッド

座標: 北緯41度29分 西経110度55分 / 北緯41.483度 西経110.917度
ウインタ郡（英: Uinta County）は、アメリカ合衆国ワイオミング州にある郡。人口は2万0450人（2020年）。郡庁所在地はエバンストンである。

## 歴史
ウインタ郡は1869年に組織された。

## 地理
アメリカ合衆国国勢調査局によると、この郡は総面積5,407 km2 （2,088 mi2）である。このうち5,391 km2 （2,082 mi2）が陸地で、15 km2 （6 mi2）が水地域である。総面積の0.28%が水地域となっている。

### 隣接する郡
- リンカーン郡（北）
- スウィートウォーター郡（東）
- サミット郡 (ユタ州)（南）
- リッチ郡 (ユタ州)（北西）

## 人口動静
2000年国勢調査で、この郡は19,742人、6,823世帯、及び5,144家族が暮らしている。人口密度は4/km2 （10/mi2）で、1/km2 （4/mi2）の平均的な密度に8,011軒の住居が建っている。この郡の人種的構成は白人94.32%、アフリカン・アメリカン0.11%、先住民0.87%、アジア系0.27%、太平洋諸島系0.07%、その他の人種2.86%、及び混血1.50%で、人口の5.34%がヒスパニックまたはラテン系である。人口のうち27.7%がイングランド系、14.8%がドイツ系、8.3%がアメリカ系、6.9%がアイルランド系移民の子孫である。
6,823世帯のうち、44.70%は18歳未満の子供と暮らしており、61.20%は夫婦で生活している。9.90%は未婚の女性が世帯主であり、24.60%は家族以外の住人と同居している。20.90%は独身の居住者が住んでおり、5.60%は65歳以上で独居である。1世帯あたりの平均人数は2.84人であり、家庭の場合は3.31人である。
郡内の住民は33.50%が18歳未満の未成年、18歳以上24歳以下が9.00%、25歳以上44歳以下が29.20%、45歳以上64歳以下が21.40%、及び65歳以上が7.00%にわたっている。中央値年齢は31歳である。女性100人ごとに対して男性は103.80人いて、18歳以上の女性100人ごとに対して男性は100.30人いる。
この郡の世帯ごとの平均的な収入は44,544米ドルであり、家族ごとでは49,520米ドルである。男性の37,500米ドルに対して女性は21,450米ドルの平均的な収入がある。この郡の一人当たりの収入 (per capita income) は16,994米ドルである。人口の9.90%及び家族の7.80%は貧困線以下である。18歳未満の11.90%及び65歳以上の7.30%は貧困線以下の生活を送っている。

## 市町村

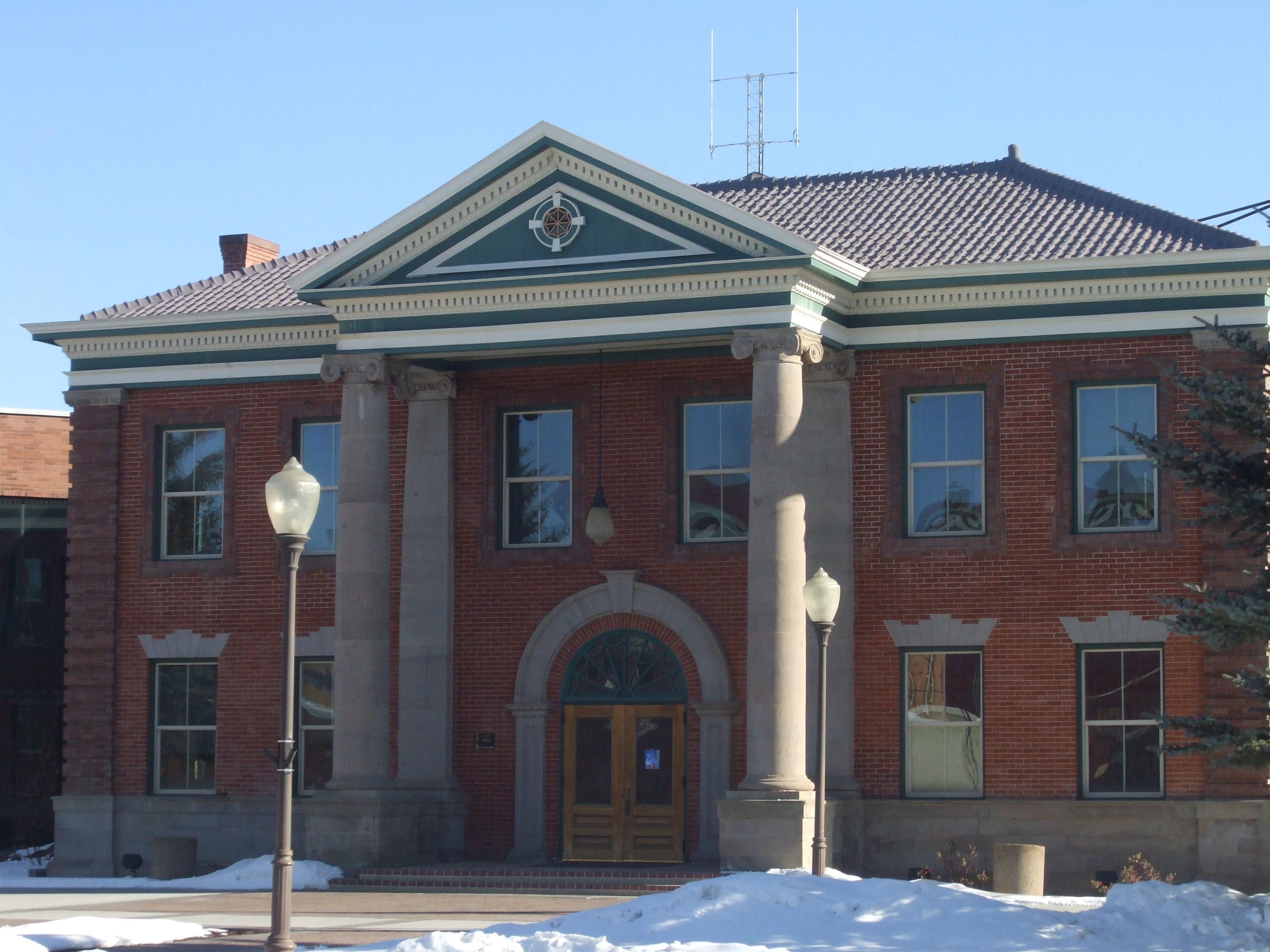
ウインタ郡 裁判所

都市
- エバンストン（郡庁所在地）

町
- ベアー・リバー（en:Bear River, Wyoming）
- ライマン（en:Lyman, Wyoming）
- マウンテン・ビュー（en:Mountain View, Wyoming）

国勢調査指定地域
- カーター（en:Carter, Wyoming）
- フォート・ブリッジャー（en:Fort Bridger, Wyoming）
- ローンツリー（en:Lonetree, Wyoming）
- ロバートソン（en:Robertson, Wyoming）

その他
- ピードモント（en:Piedmont, Wyoming）